# Pasquale Laurito

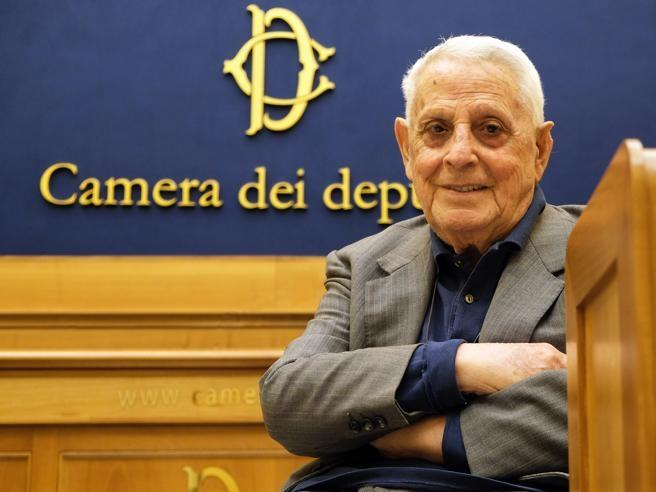
Pasquale Laurito

Pasquale Laurito (Lungro, 15 maggio 1927 – Roma, 7 marzo 2025) è stato un giornalista italiano, autore della Velina Rossa.

## Biografia
Di famiglia arbëreshë, era figlio di Giosafat Laurito (medico e avvocato, vicino a Anna Kuliscioff e Filippo Turati) e di Emma De Marchis.
Pasquale Laurito si iscrisse al PCI nel 1944 e divenne amico di Sandro Pertini.
Iniziò la propria attività di giornalista entrando a Montecitorio nel 1946, per seguire i lavori della Costituente.
Da studente, non ancora giornalista, cominciò a lavorare grazie a biglietti d'ingresso per la tribuna della Camera e seguì i lavori parlamentari per il giornale Democrazia del lavoro dell'onorevole Enrico Molè.
Nel frattempo frequentò il salotto di Maria Bellonci (sul quale scrive il suo primo articolo per Paese sera,  giornale ideato da Fausto Coen nel 1953) e le giornate nella galleria d'arte La Cupola, e lavorò come comparsa (ma ebbe anche un ruolo minore nel celebre film Il bell'Antonio e in Un giorno in Pretura) prima di rinunciare al cinema sulla base delle pressioni paterne.
Negli anni '70 fu assunto all'ANSA. e nel 1977 fonda la Velina Rossa, foglio d'informazione parlamentare che fa filtrare o divenire ufficiali notizie sui parlamentari e sulla linea del PCI e diventa punto di riferimento per i cronisti parlamentari di sinistra.
Vicino a Massimo D'Alema, del quale ammirava il pragmatismo e il realismo togliattiano, fu contrario alla costituzione di una lista unica del centro-sinistra prima della costituzione del Partito Democratico.
Il suo giornale, anche dopo la fondazione del PD, continuò ad essere critico nei confronti delle altre correnti del Partito.
Laurito si dichiarava cattolico praticante, ma nel 2005 criticò la decisione del Presidente Casini di introdurre nell'aula della Camera una targa a memoria della visita di papa Giovanni Paolo II.
In un sondaggio condotto fra i parlamentari dall'on. Pino Pisicchio (non più tardi del 2010) Laurito risultò fra i tre giornalisti più apprezzati nella sezione evergreen, composta da cronisti parlamentari di lunga esperienza.
Il 10 novembre 2011 annunciò improvvisamente l'addio al Partito Democratico per protestare contro l'appoggio al costituendo governo Monti.
Il 22 giugno 2019 rilasciò al Corriere della Sera un'intervista sulla sua attività da giornalista decano del Parlamento.